# Salud (Colón)
Salud es un corregimiento del distrito de Chagres en la provincia de Colón, República de Panamá. La localidad tiene 2.162 habitantes (2010).